# Ashram de Sabarmati
L'ashram de Sabarmati (gujarati : સાબરમતી આશ્રમ) est un ashram (un lieu retiré consacré servant d'ermitage) mis en place par le Mahatma Gandhi à Ahmedabad, dans l'État du Gujarat en Inde.
L'ashram de Sabarmati, est également connu comme l'ashram de Gandhi, est localisé sur la rive ouest du fleuve Sabarmati, dans le nord d'Ahmedabad. 
Cet ashram était à l'origine construit dans la zone de Kochrab de Ahmedabad en 1915. 
En 1917 il fut déplacé dans la zone où il est actuellement visible. 
Il est aussi connu comme l'ashram de Harijan, ou Satyagraha Ashram.  

## Ashram

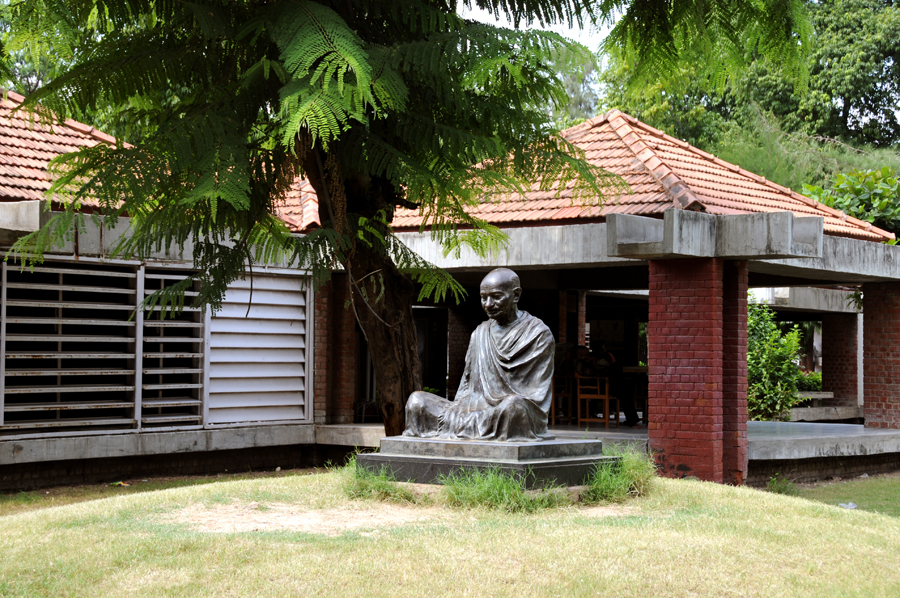
L'ashram de Sabarmati.

Le lieu est maintenant un musée dédié à la mémoire de Mahatma Gandhi et à la non-violence, Gandhi Smarak Sangrahalay. 
Il comporte des photographies, des commentaires, des effets personnels.
Le nouveau musée, composé de plusieurs pavillons de proportions semblables, a été conçu par l'architecte indien Charles Correa, entre 1958 et 1963.